# Ален Бибић
Ален Бибић (швед. Alen Bibic; Угао, општина Сјеница, 16. октобар 1991) професионални је шведски хокејаш на леду српског порекла. Игра на позицијама одбрамбеног играча. Његови родитељи су се преселили у Шведску када је Ален имао свега девет месеци.
Бибић је учествовао на јуниорском хокејашком турниру TV-pucken у округу Даларна 2007/08. где су га запазили скаути екипе Лександа за чији јуниорски тим је и дебитовао током исте сезоне. За сениорски тим Лександа дебитовао је током 2010. године одигравши укупно 15 утакмица, од чега 6 у квалификацијама за СХЛ лигу. Од 2014. игра за екипу Реглеа са којом је дебитовао у најјачој шведској лиги у сезони 2015/16. У сезони 2017/18. постављен је на позицију заменика капитена екипе Реглеа.
У Реглеу игра са млађим братом Алменом.